# Briaroaks, Texas
Briaroaks là một thành phố thuộc quận Johnson, tiểu bang Texas, Hoa Kỳ. Năm 2010, dân số của xã này là 492 người.

## Dân số
- Dân số năm 2000: 493 người.
- Dân số năm 2010: 492 người.